# Peruanische Badmintonmeisterschaft 2022
Die Peruanische Badmintonmeisterschaft 2022 fand vom 17. bis zum 21. Dezember 2022 in Lima statt.

## Medaillengewinner
| Disziplin    | Gold                                         | Silber                                                    | Bronze                                                       |
| ------------ | -------------------------------------------- | --------------------------------------------------------- | ------------------------------------------------------------ |
| Herreneinzel | José Guevara                                 | Kalei Kuan Veng Kuong                                     | Alejandro Chueca Sanchez                                     |
| Herreneinzel | José Guevara                                 | Kalei Kuan Veng Kuong                                     | Brian Rodrigo Roque Caycho                                   |
| Dameneinzel  | Fernanda Saponara Rivva                      | Inés Castillo                                             | Luciana Rafaella Barboza Lescano                             |
| Dameneinzel  | Fernanda Saponara Rivva                      | Inés Castillo                                             | Joely Valeria Chuquimaqui Curo                               |
| Herrendoppel | Diego Subauste Santiago De La Oliva Alzamora | Alejandro Chueca Sanchez Sebastian Remo Blondet Martinez  | Jose Maria Rendon Chirinos Mariano Ernesto Velarde Alzamora  |
| Herrendoppel | Diego Subauste Santiago De La Oliva Alzamora | Alejandro Chueca Sanchez Sebastian Remo Blondet Martinez  | Fabrizio Valdivieso Negri Maurice Martin Revilla             |
| Damendoppel  | Inés Castillo Paula La Torre                 | Jie Meng Valeria Rivero                                   | Ariana Airi Moromisato Kina Namie Chiara Miyahira Tsukazan   |
| Damendoppel  | Inés Castillo Paula La Torre                 | Jie Meng Valeria Rivero                                   | Carla Alessandra Valdivia Bernales Sofia Naomi Junco Vasquez |
| Mixed        | José Guevara Inés Castillo                   | Santiago De La Oliva Alzamora Ariana Airi Moromisato Kina | Diego Subauste Fernanda Saponara Rivva                       |
| Mixed        | José Guevara Inés Castillo                   | Santiago De La Oliva Alzamora Ariana Airi Moromisato Kina | Sharum Hilder Durand Cardenas Namie Chiara Miyahira Tsukazan |